# Tomazobi
Tomazobi ist eine Schweizer Mundart-Band aus Bern. Nebst Eigenkompositionen quer durch alle Musikstile prägen humoristische Coverversionen von bekannten Titeln wie beispielsweise Bohemian Rhapsody das Repertoire der Band. Die Band bezeichnet ihren Stil selbst als Trash-Trubadur und ist bekannt für furiose Live-Auftritte. Der Name der Band setzt sich zusammen aus den Spitznamen der Gründungsmitglieder Tobi, Maze und Obi.

## Geschichte
Tomazobi wurde 1999 gegründet und veröffentlichte 2005 das erste Album Chue.
Tomazobi verkaufte auf unabhängigen Kanälen über 20'000 CDs und etablierte sich so als regional bekannte Band, bevor sie in den offiziellen Hitparaden auftauchte.
Mittlerweile ist die Band an mehreren national bekannten Schweizer Musikfestivals aufgetreten, darunter am Heitere Open Air, Gurtenfestival und Open Air St. Gallen.

## Diskografie
- 2005: Chue (Album)
- 2007: Grand Prix – Live (CD/DVD)
- 2009: Schnouz (Album)
- 2011: Uf dr Suechi nach verlorene Gschänkli (Weihnachtshörspiel)
- 2013: Affehuus (Album)
- 2016: Los Gringos Fantasticos (Album)
- 2018: Los Gringos en directo (Live-Album)